# Kildeskovshallen
Kildeskovshallen er et idrætsanlæg beliggende i Gentofte Kommune. Hallen er opført i tre etaper 1966-1969 og 1970-1972. I 2001-2002 blev der bygget et nyt svømmeanlæg med 50 meter bassin og et varmvandsbassin. Arkitekterne bag den oprindelige hal er Karen og Ebbe Clemmensen og landskabsarkitekt Agnete Muusfeldt. Udbygningen fra 2001 er tegnet af Entasis og blev til i et samarbejde med Kulturarvstyrelsen og Ebbe Clemmensen. Kildeskovshallen er klassificeret som fredet byggeri pr. 17. november 1999. 
Kildeskovshallens boldafsnit er hjemmebane for bl.a. SISU Basketball Klub, Hellerup Idrætsklubs håndboldafdeling og Gentofte Volley. Hal 1 (opvisningsbanen) har 484 faste tilskuerpladser.
Svømmeafsnittet rummer et 25 m-bassin (seks baner), et 50 m-bassin (seks baner), et springbassin med vipper op til fem meter, et børnebassin samt et babybassin.
Udover bold- og svømmeafsnit rummer Kildeskovshallen bl.a. mødelokaler, en fysioterapeutklinik og et motionscenter.